# Biểu tượng địa vị

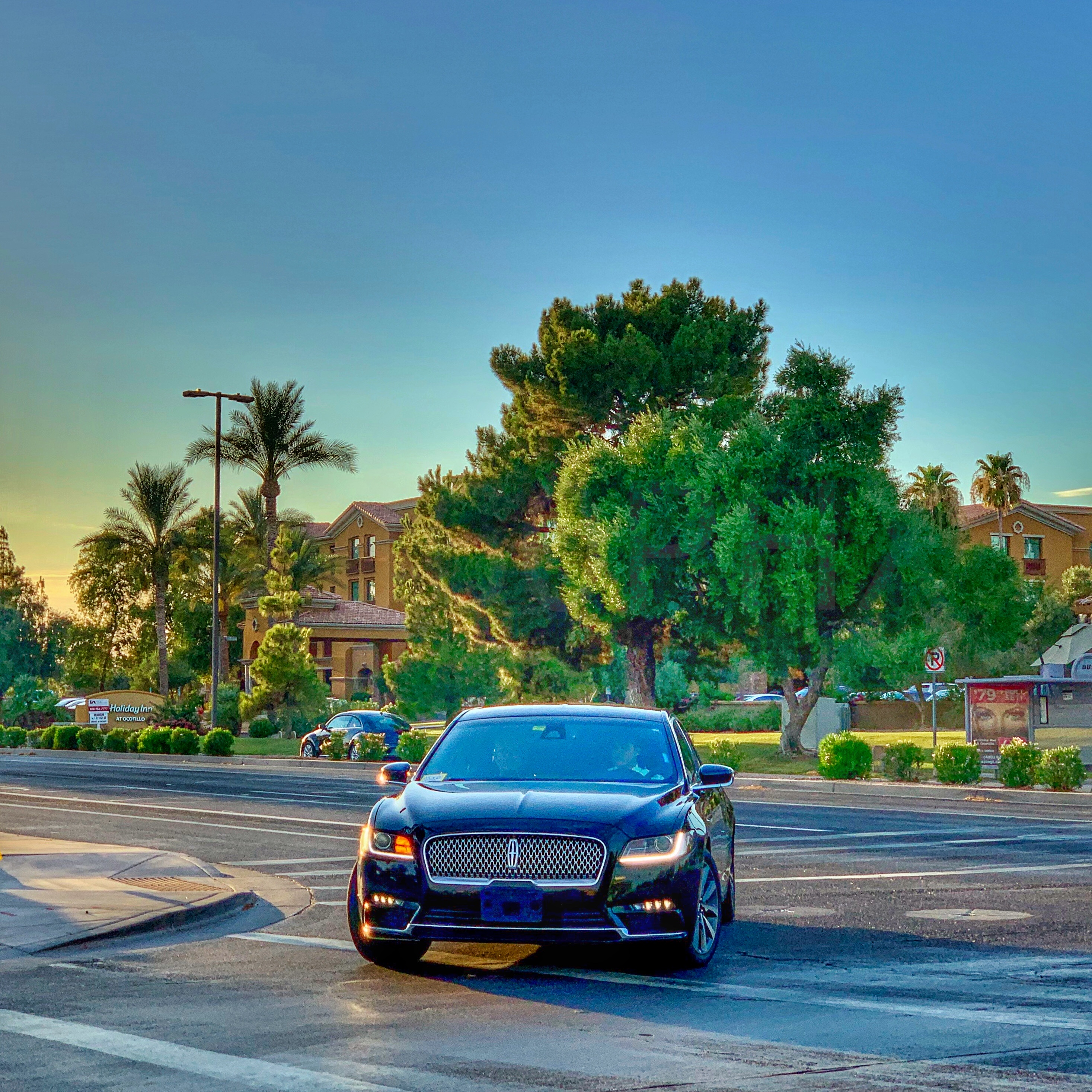
Sở hữu một chiếc xe sang trọng là biểu tượng cho địa vị, đẳng cấp và sự giàu có

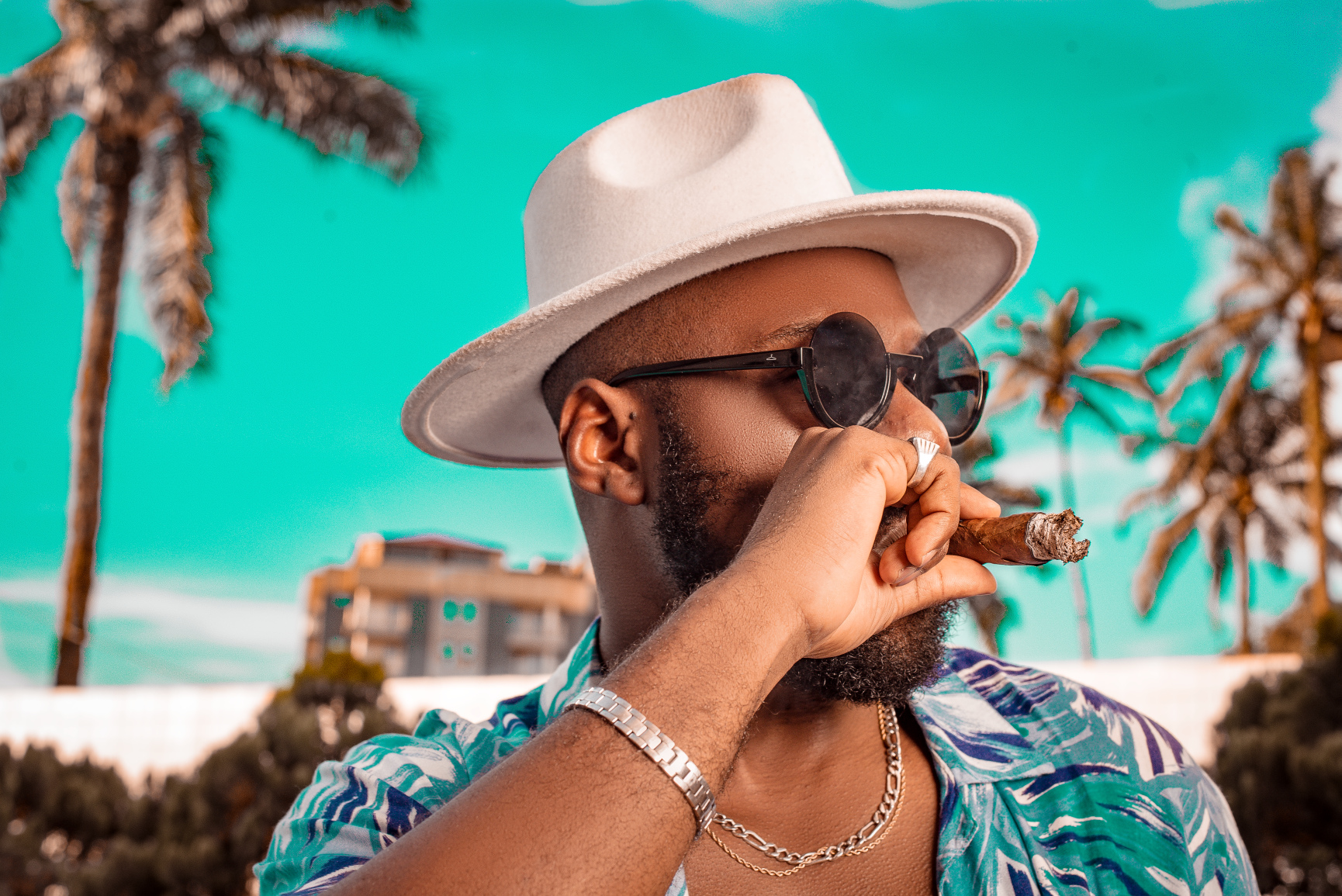
Mặc đồ hiệu, hút xì gà là biểu hiện của đẳng cấp xa hoa chịu chơi

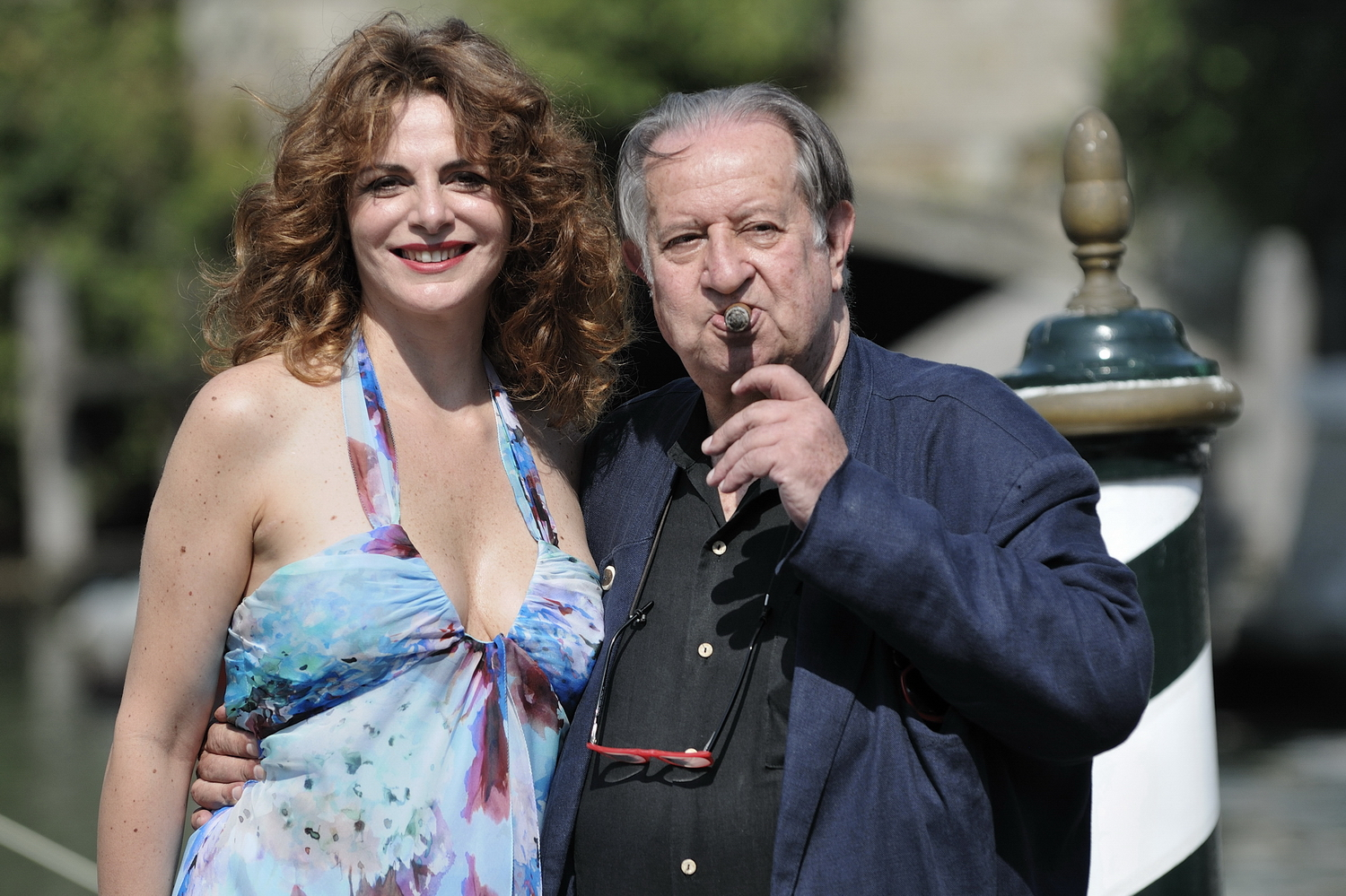
Một đại gia và kiều nữ

Biểu tượng địa vị là sự biểu tượng hữu hình ra bên ngoài về vị thế, địa vị xã hội của một người, một chỉ số về sự giàu có, tiền tài hoặc đẳng cấp, địa vị xã hội. Nhiều mặt hàng xa xỉ thường được coi là biểu tượng địa vị. Biểu tượng địa vị cũng là một thuật ngữ xã hội học như một phần của tương tác biểu tượng xã hội học và xã hội học liên quan đến cách các cá nhân và nhóm tương tác và diễn giải các biểu tượng văn hóa khác nhau. Thuật ngữ "biểu tượng địa vị" lần đầu tiên được viết bằng tiếng Anh vào năm 1955, nhưng từ năm 1959 với việc xuất bản cuốn sách bán chạy nhất "The Status Seekers" đã thì cụm từ biểu tượng địa vị đã được sử dụng rộng rãi hơn, trong đó, nhà báo Vance Packard mô tả chiến lược xã hội và hành vi ở Hoa Kỳ chỉ về sự khát khao khẳng định đẳng cấp cá nhân. Những biểu tượng vật chất này biểu thị sự khác biệt giữa tầng lớp có địa vị xã hội cao và thấp trong xã hội. Trong xã hội tư bản, biểu tượng địa vị xã hội thường được gắn liền với mức độ giàu có về mặt sở hữu tài sản, tiền bạc, cơ ngơi và các loại hàng hóa vị thế khác.

## Đại cương
Biểu tượng địa vị cũng chỉ ra các giá trị văn hóa của một xã hội hoặc một nền văn hóa phụ như trong một xã hội thương mại (xã hội tiêu dùng) thì việc có tiền hoặc của cải và những thứ có thể mua được bằng của cải, chẳng hạn như nhà lầu, xe hơi, biệt thự hoặc quần áo đẹp, hàng hiệu được coi là biểu tượng địa vị. Trong khi đó ở những xã hội mà các chiến binh được tôn trọng thì một vết sẹo có thể tượng trưng cho danh dự hoặc lòng dũng cảm. Trong giới trí thức, khả năng suy nghĩ theo cách thông minh và có học thức là một biểu tượng địa vị quan trọng bất kể của cải vật chất, những giải thưởng về nghiên cứu cũng là vinh dự to tát. Trong giới học thuật, một danh sách dài các ấn phẩm và một vị trí có nhiệm kỳ đủ để hạ cánh an toàn tại một trường đại học hoặc viện nghiên cứu danh tiếng là dấu hiệu của địa vị cao. Người ta suy đoán rằng những loại thức ăn đầu tiên được thuần hóa là những loại thức ăn trong bữa tiệc xa xỉ được sử dụng để củng cố vị thế của một người là "nhà giàu". Một loại biểu tượng địa vị khác là đồng phục tượng trưng cho tư cách thành viên trong một tổ chức như quân đội hoặc cơ quan thực thi pháp luật thường được gắn phù hiệu về cấp bậc, chuyên môn.
Khi mọi người khao khát địa vị cao, họ thường cũng tìm kiếm các biểu tượng vẻ bề ngoài. Giống như các biểu tượng khác, các biểu tượng địa vị có thể thay đổi về giá trị hoặc ý nghĩa theo thời gian và sẽ khác nhau giữa các quốc gia và vùng văn hóa, dựa trên nền kinh tế và công nghệ của họ. Ví dụ, trước khi phát minh ra máy in, việc sở hữu một bộ sưu tập lớn các sách được sao chép thủ công một cách công phu là biểu tượng của sự giàu có và học vấn. Trong những thế kỷ sau, sách (và khả năng đọc viết) trở nên phổ biến hơn, vì vậy một thư viện tư nhân trở nên ít hiếm hoi hơn như một biểu tượng địa vị, mặc dù một bộ sưu tập lớn vẫn được tôn trọng. Trong một số nền văn hóa Đông Á trước đây, ngọc trai (trân châu) và ngọc bích (ngọc bội) là những biểu tượng địa vị đẳng cấp, dành riêng cho hoàng gia và giới quý tộc. Những loại trừ pháp lý tương tự được áp dụng cho Toga và các biến thể của nó ở La Mã cổ đại, và đối với cotton ở Đế chế Aztec. Những màu đặc biệt, chẳng hạn như hoàng mã quái (màu vàng dành cho hoàng gia ở Trung Quốc hoặc màu tím hoàng gia ở thời La Mã cổ đại được dành riêng cho hoàng gia, với hình phạt nghiêm khắc cho hành vi phô bày trái phép. Một biểu tượng địa vị phổ biến khác của quá khứ thời trung cổ ở châu Âu là huy hiệu, một cách phô bày tên họ và tiểu sử của một người. 
Tình trạng và ngoại hình (vẻ bề ngoài), thể vóc của một người có thể là biểu tượng của địa vị. Trong quá khứ, khi hầu hết công nhân làm việc chân tay ngoài trời dưới ánh nắng mặt trời và thường thiếu thức ăn thì có vẻ bề ngoài đen điu gầy gò, thì việc có một làn da sáng và béo phì là biểu tượng của địa vị cao, biểu thị sự sung túc, nhàn nhã, đủ đầy giàu có và thịnh vượng (thông qua việc có đủ thức ăn và không phải làm việc chân tay). Bây giờ, khi công nhân thường làm ít công việc chân tay hơn trong nhà và có ít thời gian để tập thể dục, thì một cơ thể rám nắng và hao gầy thường là biểu tượng của địa vị trong các nền văn hóa hiện đại. Ăn kiêng để giảm lượng mỡ thừa trong cơ thể được thực hiện phổ biến trong xã hội phương Tây, trong khi một số xã hội truyền thống vẫn coi trọng béo phì là dấu hiệu của sự thịnh vượng. Phát triển cơ bắp thông qua tập thể dục, trước đây bị coi thường vì là kỳ thị đối với việc làm lao động chân tay nặng nhọc, giờ đây được coi là dấu hiệu của thành tích cá nhân. Một số nhóm, chẳng hạn như người tập thể hình cực độ và đô vật Sumo sử dụng các bài tập và chế độ ăn kiêng đặc biệt để "tăng cơ" thành một ngoại hình ấn tượng. Các nền văn hóa Maya cổ đại ở Trung Mỹ đã cố tình gây ra chứng lác mắt và tật bó đầu cho trẻ sơ sinh thuộc dòng dõi quý tộc như một dấu hiệu vĩnh viễn của địa vị cao quý trọn đời.